# 스카이 힐링
스카이 힐링(SkyHealing)은 skyTV가 운영했던 대한민국의 명상 전문 채널이다.

## 개요
방송 시간 내내 배경 사진, 동영상과 배경 음악만 나오는 점이 특징이다.

## 프로그램

### 2012년
- 환상의 섬 - 피지
- 고요한 여명 그리고 황혼
- 아름다운 섬 제주
- 아름다운 날들의 기록 - 내셔널 지오그래픽 사진전
- 바람의 노래를 들어라 - 소래습지생태공원
- 유럽음악기행
- 서울 - 달밤의 풍경
- 서울 - 일상의 순간들
- 1만 년의 시간을 걷다 - 터키
- 하늘 호수 속의 낙원 - 샹그리라
- 무주 - 자연 그대로의 매력
- 꽃 - 꿈을 꿈꾸다
- 중국 안의 중국
- 우리의 땅 독도
- 백두산의 야생화
- 세계 도시 여행
- 유럽 도시 여행
- 음악 - 그림을 그리다
- 궁 나들이
  - 경복궁
  - 창덕궁
- 트래비 갤러리
  - 페루
  - 히말라야
  - 터키
  - 인도
  - 일본
    - 도야마

  - 호주
  - 말레이시아
  - 남아프리카공화국
  - 홍콩
  - 캄보디아
- 한국의 바다
  - 제주도
  - 추자도
  - 가파도
- 미술 시대를 노래하다 - 한국 근대 미술전
- 한국의 숲
  - 아침고요수목원
  - 홍릉수목원
  - 대관령휴양림
  - 백사실계곡
  - 삼양목장
  - 제주 숲 속 여행
  - 양양의 겨울
  - 겨울 풍경
  - 한라산
  - 백암산
  - 오색별빛정원
- 휴 힐링음악회
  - 겔상추키
- 천하의 휴양지
  - 괌
- 힐링 포엠
  - 삶이 자꾸 아프다고 말할 때
- 여명의 시간 황혼의 바다
- 한국의 폭포
  - 주왕산 국립공원
  - 제주도
  - 강원도
- 가을 단풍 여행
- 힐링 트래블
  - 스칸디나비아
  - 이집트
  - 모로코
  - 이탈리아
- 스카이라이프 문화체험
  - 동유럽
  - 두바이
  - 터키
- 채널 휴 캠페인
  - 금연
- 4계절의 하모니
  - 제주도
- 윈터 원더랜드

### 2013년
- 트래비 갤러리
  - 태국
  - 북한산 산행
  - 남한산성
  - 경복궁
  - 뉴욕
  - 두바이
  - 월드 스페셜
- 한국의 바다
  - 용연도
  - 비양도
  - 정동진
- 힐링 트래블
  - 북유럽
  - 스페인
  - 시리아
  - 중동
  - 우즈베키스탄
  - 요르단
  - 터키
- 동호회 사진전
  - 손에 잡히지 않는 바람
- 베트남 여행
  - 닌빈
- 힐링 에세이
  - 달팽이가 느려도 늦지 않다
  - 그래도 사랑하라
- 예술이 있는 휴
  - 강예신 화가
  - 김명곤 화가
  - 갤러리 41
  - 최정아갤러리
- 음악이 흐르는 겨울바다
  - 제주도
- 힐링 스페셜
  - 스피릿 랜즈
- 한국의 섬
  - 강화도
- 우주에서 바라본 세상
  - 하늘과 땅
  - 인간과 도시
- 베트남 여행
  - 메콩강
  - 하노이

### 2014년
- 몸의 균형을 맞추다 - 필라테스
- 명화를 만나다 - 한국 근현대 회화 100선
- 도심 속 힐링 - 아쿠아 스토리
- 아쿠아 포레스트 - 여수
- 그대 속눈썹에 걸린 세상